# Lasallia
Genre
Synonymes
- Macrodictya A. Massal.[2]

Lasallia (de Lasalle,  peut-être le nom d'un ami ou professeur de Mérat, ou un certain Lasalle, jardinier de Fontainebleau) est un genre de champignons lichénisés de la famille des Umbilicariaceae. Ce taxon comprend 12 espèces saxicoles à répartition cosmopolite, mais qui prédominent dans les régions tempérées des deux hémisphères.

## Description
Les espèces de ce genre sont appelées toadskin lichens (« lichens à peau de crapaud ») en anglais, en référence aux pustules présentes sur la surface supérieure de leur thalle.

## Quelques espèces
|          | Umbilicaria |
|          | |
| Lasallia | \| \| Lasallia papulosa \| \| \| \| \| \| Lasallia pensylvanica \| \| \| \| \| \| Lasallia pustulata \| \| \| \| \| \| Lasallia caroliniana \| \| \| \| |
|          | \| \| Lasallia papulosa \| \| \| \| \| \| Lasallia pensylvanica \| \| \| \| \| \| Lasallia pustulata \| \| \| \| \| \| Lasallia caroliniana \| \| \| \| |
|          | Lasallia papulosa |
|          | |
|          | Lasallia pensylvanica |
|          | |
|          | Lasallia pustulata |
|          | |
|          | Lasallia caroliniana |
|          | |

|  | Lasallia papulosa     |
|  |                       |
|  | Lasallia pensylvanica |
|  |                       |
|  | Lasallia pustulata    |
|  |                       |
|  | Lasallia caroliniana  |
|  |                       |

## Liste d'espèces
Selon BioLib (18 novembre 2017) et ITIS (18 novembre 2017) :
- Lasallia papulosa (Ach.) Llano
- Lasallia pennsylvanica (Ach.) Llano
- Lasallia pustulata (L.) Méret

Selon Catalogue of Life (18 novembre 2017) :
- Lasallia caroliniana (Tuck.) Davydov, Peršoh & Rambold
- Lasallia hispanica (Frey) Sancho & A. Crespo
- Lasallia papulosa (Ach.) Llano
- Lasallia pensylvanica (Hoffm.) Llano
- Lasallia pustulata (L.) Mérat
- Lasallia rossica Dombr.

Selon Index Fungorum (18 novembre 2017) :
- Lasallia asiae-orientalis Asahina 1960
- Lasallia brigantium (Zschacke) Llano 1950
- Lasallia caeonshanensis J.C. Wei 1982
- Lasallia capensis (Frey) Llano
- Lasallia caroliniana (Tuck.) Davydov, Peršoh & Rambold 2010
- Lasallia chiriquiensis Llano 1950
- Lasallia daliensis J.C. Wei 1982
- Lasallia dilacerata (Frey) Llano
- Lasallia freyana D.D. Awasthi 2007
- Lasallia fukiensis G. Merr.
- Lasallia glauca (Stizenb.) Llano 1950
- Lasallia hispanica (Frey) Sancho & A. Crespo 1989
- Lasallia mayebarae (M. Satô) Asahina 1960
- Lasallia membranacea (Laurer) Llano 1950
- Lasallia papulosa (Ach.) Llano 1950
- Lasallia pensylvanica (Hoffm.) Llano 1950
- Lasallia pertusa (Rass.) Llano 1950
- Lasallia pustulata (L.) Mérat 1821
- Lasallia rossica Dombr. 1978
- Lasallia rubiginosa (Pers.) Llano 1950
- Lasallia sinensis J.C. Wei 1966
- Lasallia sinorientalis J.C. Wei 1982
- Lasallia xizangensis J.C. Wei & Y.M. Jiang 1982

Selon NCBI (18 novembre 2017) :
- Lasallia caroliniana
- Lasallia daliensis
  - variété Lasallia daliensis var. caeonshanensis
- Lasallia hispanica
- Lasallia sinorientalis